# Hippocrepis squamata
Hippocrepis squamata là một loài thực vật có hoa trong họ Đậu. Loài này được (Cav.) Coss. miêu tả khoa học đầu tiên.